# Prenois
Prenois est une commune française située dans le département de la Côte-d'Or en région Bourgogne-Franche-Comté, connue pour son circuit de vitesse.

## Géographie
Dans l'aire urbaine de Dijon, la commune de Prenois est située à 15 km au nord-ouest de Dijon et se trouve sur les plateaux calcaires de la montagne nord dijonnaise. D'une superficie de 1 915 ha, elle s'est développée autour d'une mare naturelle. Elle est perchée sur les hauteurs de la capitale bourguignonne à une altitude d'environ 505 m. Son accès s'effectue depuis Dijon par la route nationale 71 (route créée en 1824) direction Troyes puis par la route départementale 104 avant le village de Darois et son aérodrome.

### Communes limitrophes

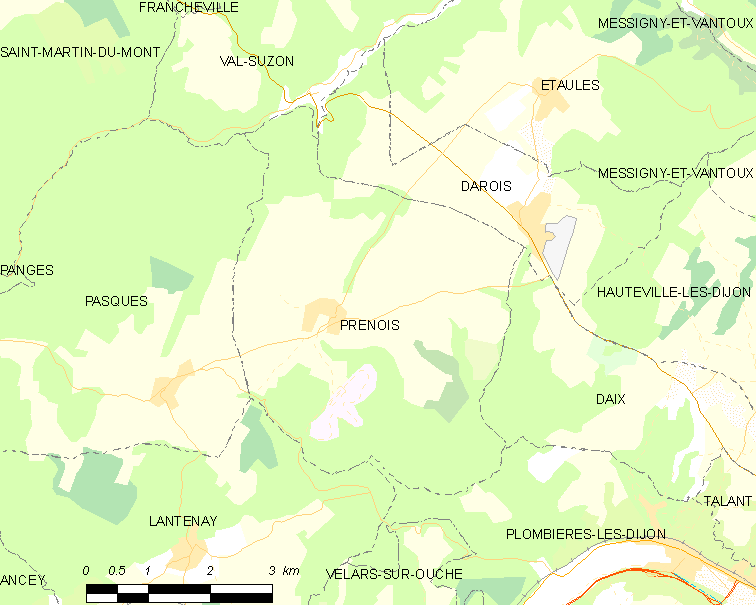
Carte de la commune de Prenois et des proches communes.

### Climat
Pour des articles plus généraux, voir Climat de la Bourgogne-Franche-Comté et Climat de la Côte-d'Or.
En 2010, le climat de la commune est de type climat des marges montargnardes, selon une étude du Centre national de la recherche scientifique s'appuyant sur une série de données couvrant la période 1971-2000. En 2020, Météo-France publie une typologie des climats de la France métropolitaine dans laquelle la commune est exposée à un climat océanique altéré et est dans la région climatique  Bourgogne, vallée de la Saône, caractérisée par un bon ensoleillement (1 900 h/an), un été chaud (18,5 °C), un air sec au printemps et en été et des vents faibles. 
Pour la période 1971-2000, la température annuelle moyenne est de 9,4 °C, avec une amplitude thermique annuelle de 16,6 °C. Le cumul annuel moyen de précipitations est de 856 mm, avec 12,2 jours de précipitations en janvier et 7,8 jours en juillet. Pour la période 1991-2020, la température moyenne annuelle observée sur la station météorologique de Météo-France la plus proche, « Saint-Martin-du-M », sur la commune de Saint-Martin-du-Mont à 11 km à vol d'oiseau, est de 9,9 °C et le cumul annuel moyen de précipitations est de 938,1 mm,. Pour l'avenir, les paramètres climatiques de la commune estimés pour 2050 selon différents scénarios d'émission de gaz à effet de serre sont consultables sur un site dédié publié par Météo-France en novembre 2022.

## Urbanisme

### Typologie
Au 1er janvier 2024, Prenois est catégorisée commune rurale à habitat dispersé, selon la nouvelle grille communale de densité à 7 niveaux définie par l'Insee en 2022.
Elle est située hors unité urbaine. Par ailleurs la commune fait partie de l'aire d'attraction de Dijon, dont elle est une commune de la couronne,. Cette aire, qui regroupe 333 communes, est catégorisée dans les aires de 200 000 à moins de 700 000 habitants,.

### Occupation des sols
L'occupation des sols de la commune, telle qu'elle ressort de la base de données européenne d’occupation biophysique des sols Corine Land Cover (CLC), est marquée par l'importance des territoires agricoles (52,7 % en 2018), en diminution par rapport à 1990 (53,9 %). La répartition détaillée en 2018 est la suivante : 
terres arables (52,7 %), forêts (40,4 %), espaces verts artificialisés, non agricoles (3,6 %), zones urbanisées (2 %), milieux à végétation arbustive et/ou herbacée (1,3 %). L'évolution de l’occupation des sols de la commune et de ses infrastructures peut être observée sur les différentes représentations cartographiques du territoire : la carte de Cassini (XVIIIe siècle), la carte d'état-major (1820-1866) et les cartes ou photos aériennes de l'IGN pour la période actuelle (1950 à aujourd'hui).

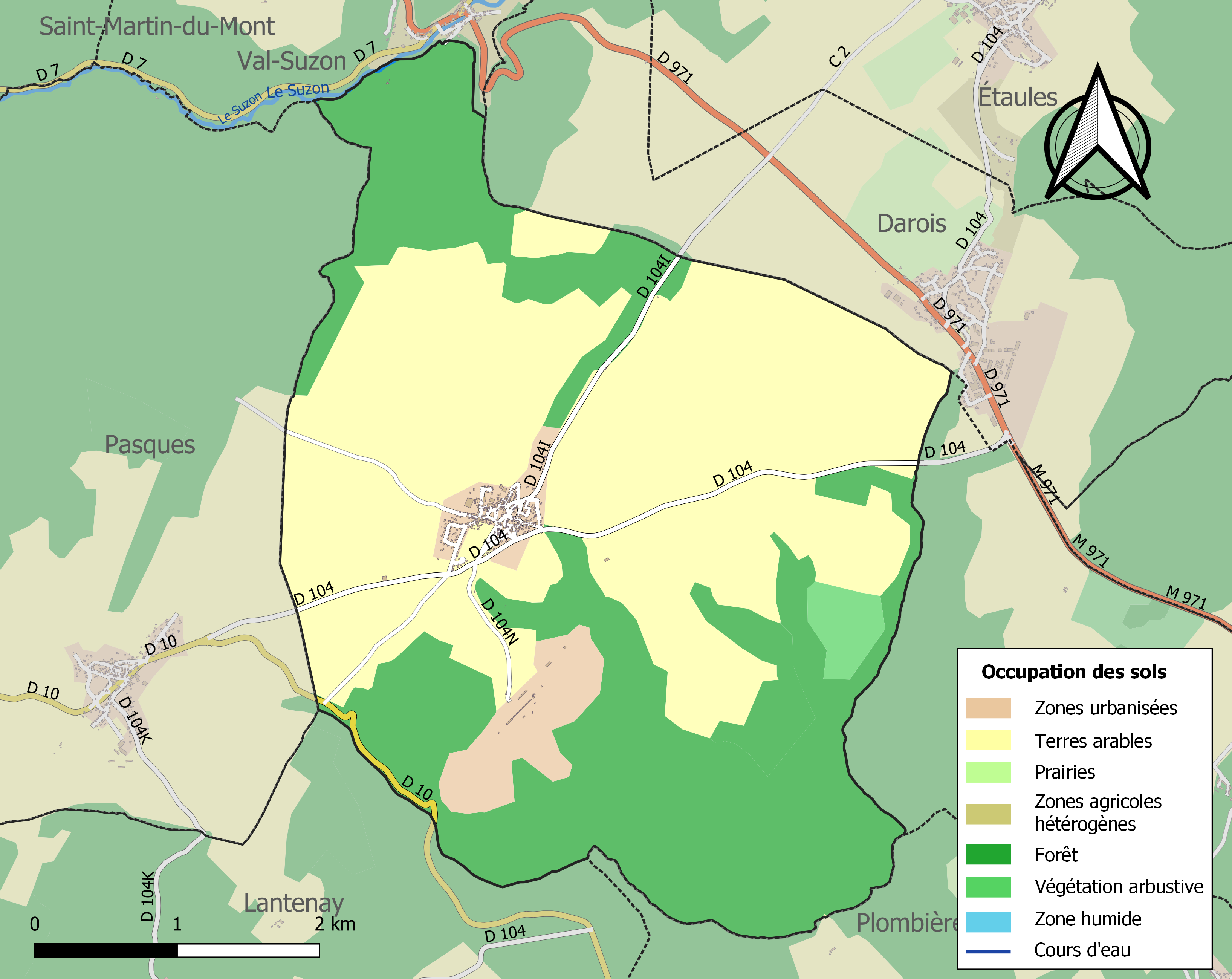
Carte des infrastructures et de l'occupation des sols de la commune en 2018 (CLC).

## Toponymie
Du latin prunus, était planté de pruniers.

## Histoire
Impulsé par François Chambellan dès la fin des années soixante, le circuit de Dijon-Prenois a été inauguré le 26 mai 1972 avec un tracé initial de 3,289 km, porté à 3,801 km en 1975. Un complexe de karting a été créé en 2003. Les infrastructures ont fait l'objet d'améliorations régulières.

## Politique et administration
La maison communale de Prenois, actuellement au 22 rue de l'Église, fut créée en 1847. Elle faisait office d'école et de mairie. La commune de Prenois a un maire depuis 1822.
| Période        | Période        | Identité                | Étiquette | Qualité |
| -------------- | -------------- | ----------------------- | --------- | ------- |
| février 1822   | août 1858      | Jacques Desvignes       |           |         |
| août 1858      | septembre 1867 | Pierre Carnet           |           |         |
| septembre 1865 | octobre 1867   | Antoine Desvignes Duthu |           |         |
| octobre 1867   | novembre 1870  | Jean Borru              |           |         |
| 1870 ou 1871   | octobre 1877   | Jean Garenne            |           |         |
| octobre 1877   | janvier 1878   | Desvignes-Duthu         |           |         |
| janvier 1878   | février 1880   | Paul Menetrier          |           |         |
| février 1880   | janvier 1881   | Nicolas Guenon Calais   |           |         |
| janvier 1881   | mai 1888       | Jean Garenne            |           |         |
| mai 1888       | mai 1908       | Victor Carnet           |           |         |
| mai 1908       | décembre 1919  | Jacques Desvignes       |           |         |
| décembre 1919  | mai 1945       | Henri Aubry             |           |         |
| mai 1945       | mars 1971      | Georges Renard          |           |         |
| mars 1971      | mars 1995      | Jean Gadeski            |           |         |
| mars 1995      | mars 2001      | Michel Granger          |           |         |
| mars 2001      | mars 2008      | Daniel Macaire          |           |         |
| mars 2008      | mars 2014      | Guy Tendron             |           |         |
| mars 2014      | mars 2020      | Gilbert Perron          |           |         |
| mars 2020      | En cours       | Nathalie Bard           |           |         |

## Démographie
L'évolution du nombre d'habitants est connue à travers les recensements de la population effectués dans la commune depuis 1793. Pour les communes de moins de 10 000 habitants, une enquête de recensement portant sur toute la population est réalisée tous les cinq ans, les populations de référence des années intermédiaires étant quant à elles estimées par interpolation ou extrapolation. Pour la commune, le premier recensement exhaustif entrant dans le cadre du nouveau dispositif a été réalisé en 2008.

En 2022, la commune comptait 462 habitants, en évolution de +13,79 % par rapport à 2016 (Côte-d'Or : +0,82 %, France hors Mayotte : +2,11 %).
| 1793 | 1800 | 1806 | 1821 | 1836 | 1841 | 1846 | 1851 | 1856 |
| ---- | ---- | ---- | ---- | ---- | ---- | ---- | ---- | ---- |
| 404  | 389  | 407  | 402  | 393  | 430  | 395  | 379  | 338  |

| 1861 | 1866 | 1872 | 1876 | 1881 | 1886 | 1891 | 1896 | 1901 |
| ---- | ---- | ---- | ---- | ---- | ---- | ---- | ---- | ---- |
| 333  | 302  | 269  | 294  | 295  | 272  | 234  | 221  | 220  |

| 1906 | 1911 | 1921 | 1926 | 1931 | 1936 | 1946 | 1954 | 1962 |
| ---- | ---- | ---- | ---- | ---- | ---- | ---- | ---- | ---- |
| 205  | 194  | 149  | 166  | 170  | 145  | 154  | 147  | 157  |

| 1968 | 1975 | 1982 | 1990 | 1999 | 2006 | 2008 | 2013 | 2018 |
| ---- | ---- | ---- | ---- | ---- | ---- | ---- | ---- | ---- |
| 176  | 166  | 208  | 299  | 310  | 378  | 397  | 390  | 432  |

| 2022 | - | - | - | - | - | - | - | - |
| ---- | - | - | - | - | - | - | - | - |
| 462  | - | - | - | - | - | - | - | - |

## Culture locale et patrimoine

### Lieux et monuments
Il n'existe pas de monument aux morts à Prenois. Les soldats des guerres de 1870, 1914-1918 et 1939-1945 revinrent tous vivants. En 1919, le conseil municipal dirigé par M. Aubry Vincent dit Henri, fit planter entre la mare et l'église, un peuplier d'Italie qui fut foudroyé dans les années 1950. Il y a une plaque commémorative dans l'église, d'une habitante et du soldat Arthur Pavick, natif de Prenois.
- Circuit automobile de Dijon-Prenois.
- Sentier du Bouton-d'Or boucle de 76 km.
- Monument de l'Aviateur.
- Grotte de Roche-Chèvre, d'une longueur de 4800 m.

### Personnalités liées à la commune
- Alix de Vergy (1182-1251), duchesse de Bourgogne en devenant la deuxième épouse du duc Eudes III, est morte sur la commune.
- Le lieutenant Antoine Desvignes et le sergent Pierre Desvignes firent les guerres de la Révolution et de l'Empire, ce dernier étant chevalier de la Légion d'honneur.

### Héraldique
| Blason | Blasonnement : D’argent au prunier arraché de sinople fruité de quatre pièces de pourpre, au chef de gueules chargé de trois quintefeuilles d’or. |

### Sites naturels protégés
Les milieux forestiers, prairies et pelouses de la Haute vallée du Suzon sont classés Site d'importance communautaire Natura 2000.

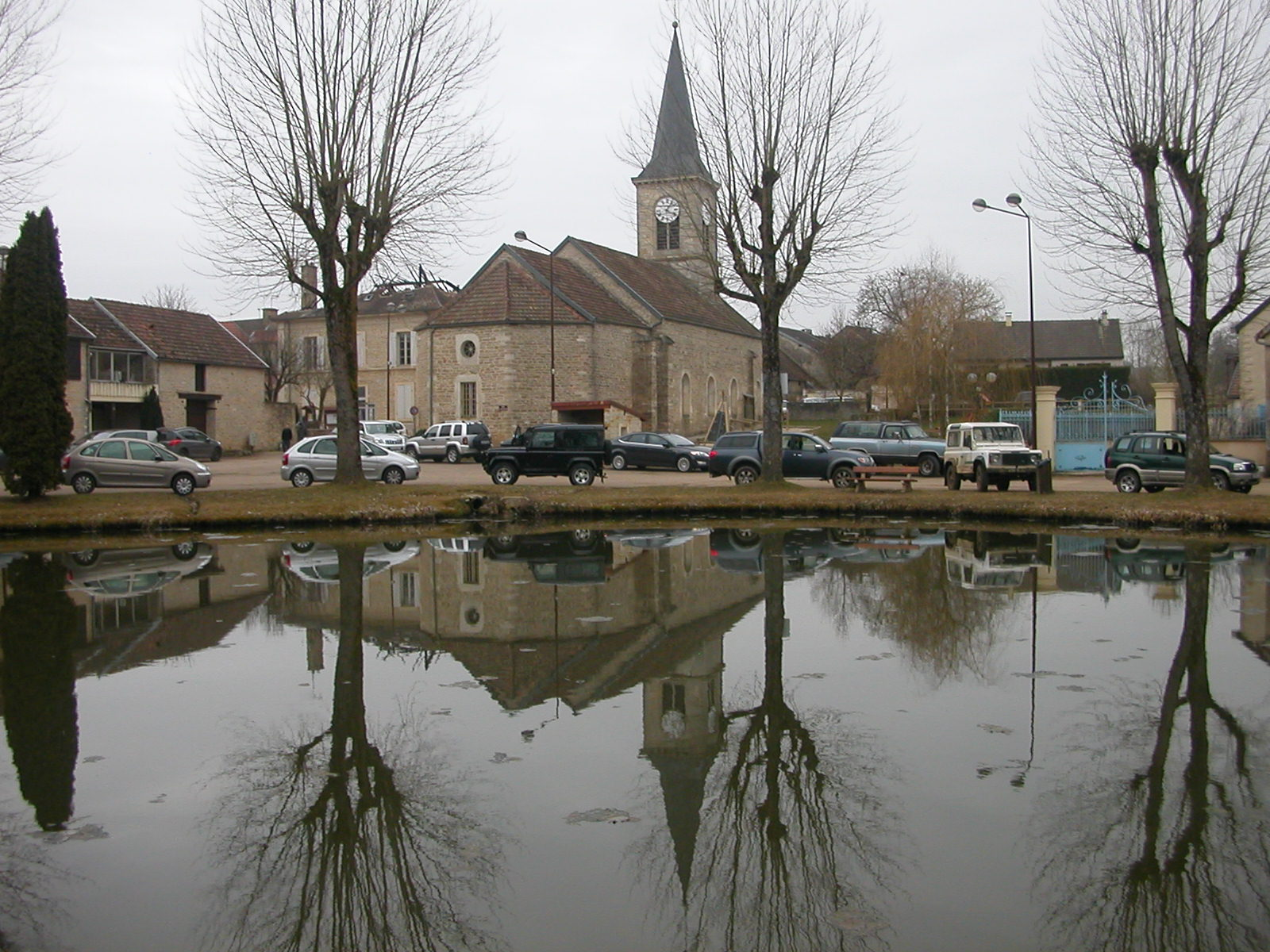
Église de Prénois.